# Cornwall Island (Ontario)
 For alternative betydninger, se Cornwall Island. (Se også artikler, som begynder med Cornwall Island)
Cornwall Island (Mohawk: Kawehno:ke) er en ø i floden Saint Lawrence umiddelbart syd for byen Cornwall. Øen ligger i provinsen Ontario i Canada, men den er også en del af Mohawk-reservatet Akwesasne, som også omfatter områder i den canadiske provins Quebec og delstaten New York i USA.
Cornwall Island er knap 8 km lang i øst-vestlig retning og 1-2 km bred. Befolkningen på Cornwall Island inkl. flere andre mindre øer var på 1.487 i 2016.
Cornway Island er forbundet til fastlandet med broen Three Nations Bridge, tidligere kaldet Seaway International Bridge. Det er egentlig to broer. Sydbroen fra 1958 går fra Cornway Island til New York mod syd, mens nordbroen fra 2014 går fra Cornwall Island til byen Cornwall mod nord. Det er en de mest benyttede grænseovergange mellem New York og Canada med over 2 millioner årlige krydsninger. Den canadiske grænsestation lå på øen indtil 2009 hvor den blev flyttet til Cornwall efter en strid med Akwesasne som modsatte sig bevæbnede canadiske grænsevagter på deres territorium.
Besøgende fra USA til Cornwall Island befinder sig ulovligt på canadisk territorium hvis de ikke fortsætter til Cornwall til den canadiske grænsestation. Hvis man vender tilbage til den amerikanske grænsestation uden at have tjekket ind på den canadiske i Cornwall, står man til en bøde på 5.000 canadiske dollar og konfiskation af sit køretøj.